# نیکول برندبوزمایر
نیکول برندبوزمایر (به آلمانی: Nicole Brandebusemeyer) (زادهٔ ۹ اکتبر ۱۹۷۴ میلادی گئورگسمارینهوته، نیدرزاکسن) یک بازیکن بازنشستهٔ فوتبال زنان اهل کشور آلمان است. وی در پست مدافع در هشت بازی برای تیم ملی فوتبال زنان آلمان بین سالهای ۱۹۹۸ و ۲۰۰۰ بازی کرده‌است. برندبوزمایر در رده باشگاهی برای تیم باشگاه فوتبال وویلر پولهایم و در  بوندس‌لیگای زنان بازی می‌کرد. او در فصل ۲۰۰۳–۲۰۰۲ به تیم وویلر پولهایم کمک کرد تا به مرحلهٔ نیمه نهایی جام حذفی فوتبال آلمان برسد.